# Monumento a Germán Valdés
Il Monumento a Germán Valdés è un monumento commemorativo dedicato all'attore cinematografico e conduttore radiofonico Messicano Germán Valdés, detto "Tin-Tan", ubicato nel centro storico di Ciudad Juárez, nella Plaza de Armas, di fronte alla cattedrale cittadina, nello stato di Chihuahua in Messico.

## Storia
Anche se era nato a Città del Messico, Germán Cipriano Teodoro Gómez-Valdés y Castillo (più conosciuto solo come Germán Valdés detto "Tin-Tan"), visse all'incirca tra il 1930 e il 1943 a Ciudad Juárez, dove la famiglia Valdés Castillo, arrivò quando Germán era adolescente, a causa del lavoro del padre alla dogana, divenne famoso in Messico e internazionalmente durante il periodo della così detta "Época de Oro del cine Méxicano". Dopo la sua morte avvenuta nel 1973, l'Amministrazione Municipale di Ciudad Juárez in carica nel periodo 1998-2001, dedicò un omaggio sotto forma di statua all'attore, che dopo Juan Gabriel, "El Divo de Juaréz" è uno dei personaggi più famosi della città e del Messico. La realizzazione dell'opera venne commissionata agli scultori Rafael Gómez e José Villa Soberón, scultore Cubano di fama internazionale, le sue opere sono presenti in collezioni di paesi quali: Cuba, Spagna, Stati Uniti, Germania, Brasile, Canada, Polonia, Ungheria, Egitto, Russia, Francia, Costa Rica, Italia, Argentina e ovviamente Messico, oltre ad aver tenuto conferenze a Cuba e all'estero. I lavori avvennero sotto la direzione dell'ingegnere Gustavo Elizondo Aguilar, la statua venne posizionata su una fontana già esistente nella Plaza de Armas, nel centro storico di Ciudad Juaréz, e inaugurata nell'agosto 2001, la statua rappresenta l'attore nell'atto di riposarsi, seduto sul bordo della fontana mentre fuma un sigaro. A Ciudad Juaréz esiste un'altra statua, (meno famosa), di Germán Valdés, ubicata nella piazza sulla destra del Mercado Juárez, a poco più di 700 metri di distanza.

## Sala de Arte Germán Valdés Tin Tan

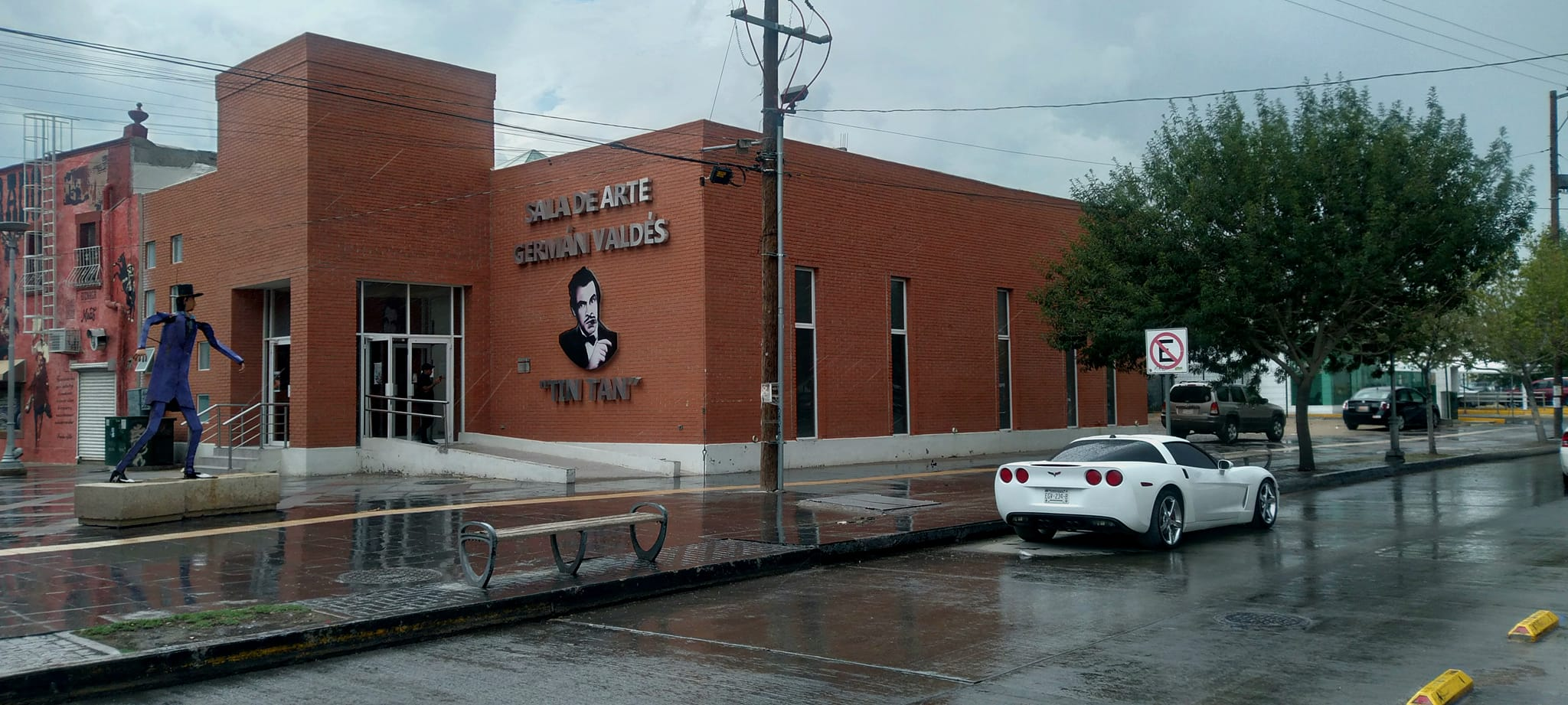
Il Museo e Sala de Arte German Valdés Tin-Tan

Oltre alla statua, dall'8 agosto 2018 a Ciudad Juárez esiste il Museo Sala de Arte Germán Valdés Tin Tan, un Museo dedicato all'attore, il museo ospita un'esposizione permanente, con una collezione storica dell'attore, vi si trovano fotografie, locandine di film, medaglie, abiti, contratti di lavoro e documenti personali, dall'inizio della sua carriera nel 1945, fino alla morte avvenuta nel 1973. L'ingresso al museo e alla sala d'arte sono gratuiti.

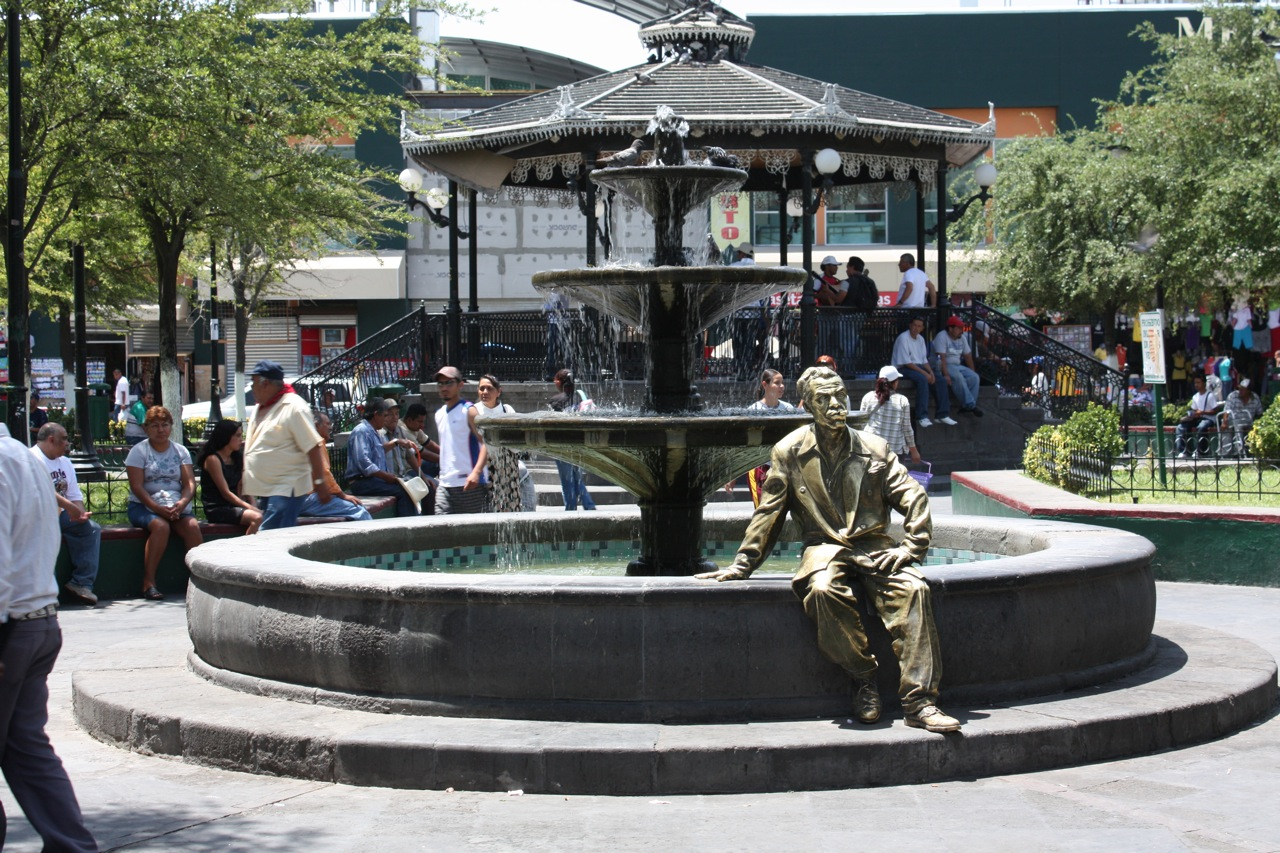
Vista completa della statua di Valdés e della fontana